# アドーニス

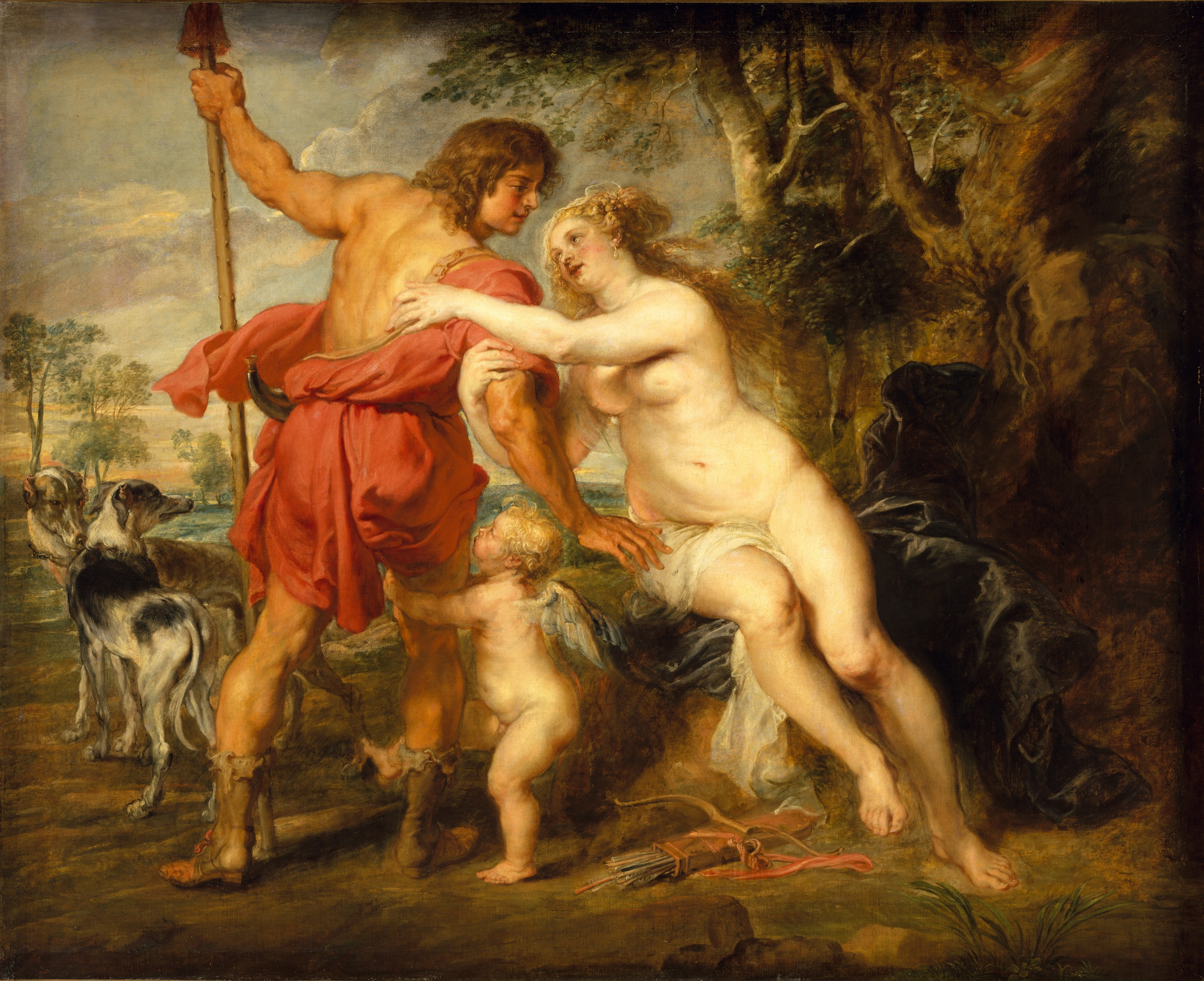
ピーテル・パウル・ルーベンスの1635年の絵画『ヴィーナスとアドニス』。メトロポリタン美術館所蔵。

アドーニス （古希: Ἄδωνις, ラテン文字表記：Adōnis）は、ギリシア神話に登場する、美と愛の女神アプロディーテーに愛された美少年。ポイニーケーの王キニュラースとその王女であるミュラーの息子。
長母音を省略してアドニスとも表記される。彼の名は、美しい男性の代名詞としてしばしば用いられる。

## 解説
神話の舞台となる場所がギリシア以外であり、元来は非ギリシア系の神話の人物である。元々アドーニスという名はセム語で「主」を意味するアドーン (Adon) が語源であり、本来はバビュローニアーのタンムーズ神と同じ神で農耕神だった。ビュブロスとパポスにおいて信仰されていた。アドーニスは収穫の秋に死んで、また春に甦って来る。アプロディーテーが冥府の女王ペルセポネーとアドーニスを頒つのは、植物の栄える春夏と、枯れて死ぬ冬との区別である。

## 神話

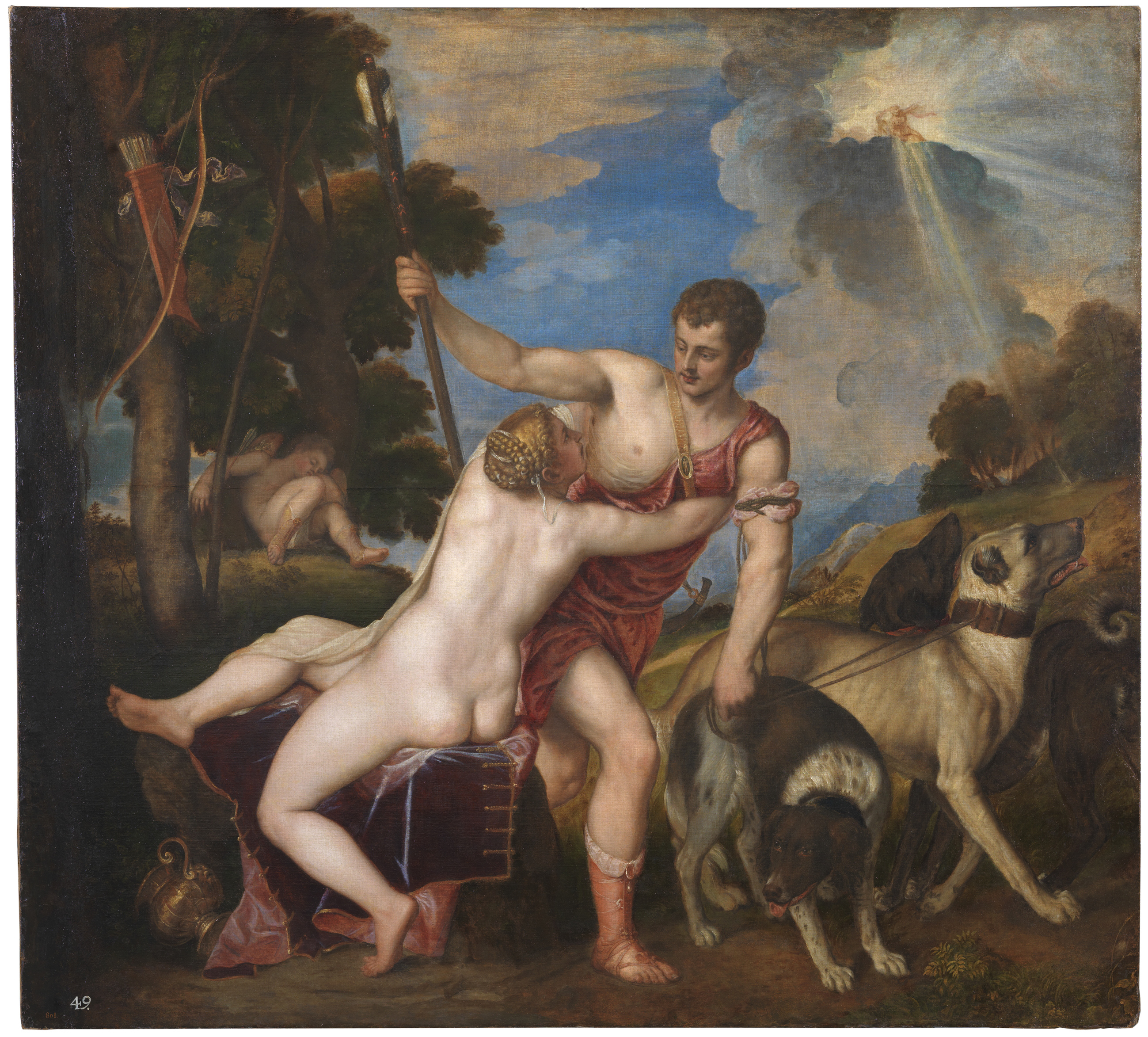
ティツィアーノ・ヴェチェッリオの1554年の絵画『ヴィーナスとアドニス』。プラド美術館所蔵。

キニュラースはパポスにおけるアプロディーテー・アスタルテー崇拝の創建者であった。しかし、王女ミュラーはアプロディーテーへの祭を怠ったため女神はミュラーが実の父であるキニュラースに恋するように仕向けた。父親を愛してしまったミュラーは、乳母の仲介で別の女を装い父と12夜にわたって床を共にした。しかし、その後、父に娘だと知られてしまい、怒った父は彼女を殺そうとしたが、神々に祈ってミュラーは没薬（スミュルナー）の木に変身した。
やがて、月満ちてその木の幹からアドーニスが生まれた。そして、そのアドーニスがとても可愛かったためアプロディーテーは赤ん坊のアドーニスを箱の中に入れると、神々に秘して冥府の王ハーデースの妻で、冥府の女王のペルセポネーの所に預けた。しかし、ペルセポネーは密かに箱の中を覗き見てしまった。すると、その中には美しい赤ん坊のアドーニスが入れられていて、彼を見たペルセポネーもアドーニスを自分のものにしたくなった。そのためアプロディーテーが迎えにやって来てもペルセポネーはアドーニスを渡そうとしなかった。2柱の女神は争いになり、ゼウス（あるいはゼウスに命じられたカリオペー）の審判により、1年の3分の1はアドーニスはアプロディーテーと過ごし、3分の1はペルセポネーと過ごし、残りの3分の1はアドーニス自身の自由にさせるということとなった。しかし、アドーニスは自分の自由になる期間も、アプロディーテーと共に過ごすことを望んだ。
その後、アドーニスは狩りの際にアルテミスないしアレース（またはヘーパイストスないしアポローン）の怒りに触れて猪に突かれて死んだとされる。
やがてアドーニスの流した血から、アネモーネーの花が咲き、彼の死を悼むアプロディーテーの涙からは薔薇が生まれたとされる。また、女神の願いによりアドーニスは毎年4ヶ月間地上に蘇ることをゼウスに許されたともいわれる。